# Малък нирец
Малкият нирец (Mergellus albellus) е сравнително дребна птица от семейство Патицови (Anatidae), разред Гъскоподобни (Anseriformes). Това е най-дребният по размери нирец. Дължина на тялото: 38-44 cm. Размах на крилете: 56-69 cm. Тежи между 500 и 950 грама. Изразен полов диморфизъм. Бялото оперение на мъжкия има украса от черна маска и тънки черни ивици по тялото. Женската е сива с кафява глава. Клюнът е къс, със зъбци. С тяхна помощ и с подобието на кука на края на клюна може да лови и хлъзгави риби. Плува и се гмурка добре. Може да излети директно от водата, без да се засилва. Ударите с криле са много бързи. Когато се приводнява, пикира към водата и забавя полета в последния момент.

## Разпространение
Гнезди в северните части на Скандинавкия полуостров и Азия. Зимува в останалата част на Европа (включително и в България), южните части на Азия – Китай, Япония и Иран. В България е представен с не много голяма численост – основно край езерата по Дунавското и Черноморското крайбрежие. Обитава езера и реки в тундрата и тайгата.

## Начин на живот и хранене
Обществена птица. Живее на малки групи, с изключение на периода на мътене. Социален вид е и може да живее в група и с други видове патици. Храни се предимно с животинска храна, дребни безгръбначни, риби до 6 cm дължина, водни насекоми, много малък дял от диетата ѝ заема растителната храна. Обикновено търси храна в плитки води, денем. По време на хранене се гмурка до около 30 m дълбочина и прекарва под водата средно 15 секунди, рядко половин минута.

## Размножаване
Моногамна птица. Прави гнездото си в хралупи на дървета. Чифтосва се март-април. Гнезди май-юни и мъти около 4 седмици. Гнезди край езера, заобиколени от гори. Снася 5 – 11 кремави яйца. Мъти само женската в продължение на 26 – 28 дни. Майката сама отглежда малките. Те се излюпват достатъчно развити, за да могат да се придвижват и хранят сами. Когато мъжкият изпълнява брачен танц, обикаля около женската и изправя кичура пера, който се намира над челото му.

## Допълнителни сведения
Тази интересна и красива птица е поредната, която е застрашена поради унищожаването и намаляването на влажните зони.
Защитен вид на територията на България.